# Вторинне джерело інформації
Вторинне джерело інформаційного матеріалу — відносний термін, назва класифікації джерела інформаційного матеріалу за послідовністю. Це інформаційний матеріал, отриманий з первинних джерел. Наприклад, огляд джерел літератури, присвячених певному обговоренню чи проблемі з цитуванням цих джерел. Вторинне джерело контрастує з первинним джерелом, яке є початковим джерелом інформації. Вторинне джерело інформації не є свого роду доказом, але є описом доказу. У той час як первинне джерело представляє матеріал, який є похідним свідоцтва явища «з перших рук», то вторинне джерело, зазвичай, забезпечує первинні джерела інтерпретаціями, коментарями, аналізом і критикою. Вторинні джерела включають популярно-наукові публікації і підручники та інші навчальні матеріали. Вторинне джерело — це термін, що використовується у дослідженнях (зокрема, дослідниками історії) щоб описати свої історичні праці як твори синтезовані на основі першоджерел і часто консультацій з іншими вторинними джерелами. Прикладом вторинного джерела може бути біографія історичної постаті, в якій створюють цілісну розповідь за різними первинними документами. Традиційні енциклопедії також є вторинними джерелами. Однак при дослідженні залежно від суб'єкта, той же матеріал може бути або первинним або вторинним джерелом. Але є 1 мінус вторинні джерела інформації не завжди є правдивими тому краще користуватися первинними джерелами.